# (41199) Wakanaootaki
(41199) Wakanaootaki est un astéroïde de la ceinture principale.

## Description
(41199) Wakanaootaki est un astéroïde de la ceinture principale. Il fut découvert le 21 novembre 1999 à l'observatoire Goodricke-Pigott par Roy A. Tucker. Il présente une orbite caractérisée par un demi-grand axe de 2,61 UA, une excentricité de 0,29 et une inclinaison de 16,4° par rapport à l'écliptique.